# 野田 (金沢市)
野田（のだ）は、石川県金沢市の町名。郵便番号は921-8107。

## 概要
野田は、野田町・大桑町・平和町・長坂に囲まれている。

## 沿革
- 2017年（平成29年）3月4日 - 金沢市野田土地区画整理事業の事業完了に伴い、野田町、大桑町、長坂町、長坂3丁目の各一部から成立[3]。

## 小中学校の校区
市立小学校に通う場合は長坂台小学校に、市立中学校に通う場合は野田中学校に通う。

## 施設
- 野田中央公園
- 野田東公園

## 交通

### 道路
- 石川県道22号金沢小松線（山側環状）
- 石川県道144号別所野町線

### バス
- 北陸鉄道（北鉄バス）野田線　野田東、自由が丘住宅バス停